# Louis Duvant
Pour les articles homonymes, voir Duvant.
Louis Duvant (né le 8 octobre 1883 à Valenciennes et décédé dans cette même ville le 25 mai 1979) est industriel français. Originaire de Valenciennes, il y a exercé professionnellement.

## Biographie
Louis Duvant est né le 8 octobre 1883 à Valenciennes. En 1900, son père, Alfred Duvant, le retire du lycée de Valenciennes pour qu'il travaille à ses côtés dans son atelier de mécanique et de construction de machines à vapeur. Son père décède en 1907, il s'occupe alors des ateliers de son père. En 1947, lors des premières élections municipales d'après-guerre, il est tête de liste, mais laisse finalement sa place à Pierre Carous (maire pendant 41 ans). Il prend sa retraite en 1968. Il décède le 25 mai 1979 à Valenciennes.

## Sources
- va-infos
- La Voix du Nord